# Citizen Lab
El Citizen Lab és un laboratori interdisciplinari amb seu a la Munk School of Global Affairs de la Universitat de Toronto, al Canadà. Va ser fundat per Ronald Deibert el 2001. El laboratori estudia els controls de la informació que afecten l'obertura i la seguretat d'Internet i que suposen una amenaça per als drets humans. L'organització utilitza un enfocament de "mètodes mixtos" que combina l'interrogatori generat per ordinador, la mineria de dades i l'anàlisi amb la investigació intensiva de camp, les ciències socials qualitatives i els mètodes d'anàlisi jurídica i política.

## Història
El Citizen Lab va ser soci fundador dels projectes OpenNet Initiative (2002-2013) i Information Warfare Monitor (2002-2012). L'organització també va desenvolupar el disseny original del programari d'elusió de la censura Psiphon, que es va convertir en una empresa privada canadenca (Psiphon Inc.) el 2008.
En un informe de 2009 titulat "Tracking GhostNet", els investigadors van descobrir una presumpta xarxa de ciberespionatge de més de 1.295 servidors infectats en 103 països entre 2007 i 2009, un alt percentatge dels quals eren objectius d'alt valor, com ministeris d'afers exteriors, ambaixades, organitzacions internacionals, mitjans de comunicació i ONG. L'estudi va ser un dels primers informes públics en revelar una xarxa de ciberespionatge adreçada a la societat civil i als sistemes governamentals a nivell internacional.
A Shadows in the Cloud (2010), els investigadors van documentar un complex ecosistema de ciberespionatge que va comprometre sistemàticament sistemes de xarxes informàtiques governamentals, empresarials, acadèmiques i d'un altre tipus a l'Índia, les oficines del Dalai-lama, les Nacions Unides i altres països. Segons un informe d'AP News del 24 de gener del 2019, els investigadors de Citizen Lab estaven en "el punt de mira" d'"operatius internacionals encoberts" pel seu treball sobre NSO Group.
A Million Dollar Dissident, publicat l'agost de 2016, els investigadors van descobrir que Ahmed Mansoor, un dels UAE Five, un defensor dels drets humans als Emirats Àrabs Units, va ser atacat amb el programari Pegasus desenvolupat per l'empresa israeliana de "ciberguerra" NSO Group. Abans de la publicació de l'informe, els investigadors es van posar en contacte amb Apple, que va publicar una actualització de seguretat que aplicava les vulnerabilitats explotades pels operadors del programari espia. Mansoor va ser empresonat un any després i, a data de 2021, segueix a la presó.
Els investigadors van informar a l'octubre del 2018, que el programari de vigilància de NSO Group es va utilitzar per espiar el "cercle íntim" de Jamal Khashoggi just abans del seu assassinat, "estan sent blanc alhora d'operatius internacionals encoberts." Un informe de Citizen Lab d'octubre va revelar que el "programari d'espionatge de la firma" de NSO que s'havia col·locat a l'iPhone del dissident saudita Omar Abdulaziz, un dels confidents de Khashoggi, mesos abans. Abdulaziz va afirmar que els espies saudites van utilitzar el programari de pirateig per revelar les "crítiques privades de Khashoggi a la família reial saudita". Va dir que això "va tenir un paper important" en la seva mort.
El març de 2019, The New York Times va informar que Citizen Lab havia estat un objectiu del contractista dels Emirats Àrabs Units DarkMatter.
El novembre de 2019, Ronan Farrow va llançar un Podcast anomenat "Catch and Kill", una extensió del seu llibre del mateix nom. El primer episodi inclou l'informe de Farrow sobre un cas en què una font de Farrow es va veure involucrada en un incident de contraespionatge mentre els operatius de Black Cube tenien com a objectiu Citizen Lab.